# Каменка (Архаринский район)
В Амурской области в Мазановском районе тоже есть село Каменка.
Ка́менка — село в Архаринском районе Амурской области, входит в Черниговский сельсовет.
Основано в 1885 году.
Топонимика: названо от каменных кос, расположенных в русле реки Бурея (Быстрая). Это название часто встречается на территории Приамурья и, как правило, связано с реками, имеющими каменистое дно или берега, а также с залежами строительного камня поблизости от них. На Дальнем Востоке также термином камень обозначают гору, скалу, утес, мыс, сопку, возвышенность, вершину; гряды, сложенные твердыми породами.

## География
Село Каменка стоит вблизи левого берега реки Бурея, ниже моста на автотрассе «Амур».
На правом берегу Буреи напротив Каменки стоит село Николаевка Бурейского района.
Расстояние до районного центра Архара (на юго-восток по автотрассе «Амур») — 56 километров.
Расстояние до административного центра Черниговского сельсовета села Черниговка (через Новодомикан и станцию Домикан) — 25 километров.